# Vstupní draft NHL 2012
Vstupní draft NHL 2012 byl 50. vstupním draftem v historii NHL. Konal se 22. a 23. června 2012 v Consol Energy Center v Pittsburghu, v Pensylvánii, ve Spojených státech amerických (v domácí aréně Pittsburgh Penguins). Pittsburgh hostil vstupní draft podruhé (poprvé to bylo na stadionu Civic Arena v roce 1997).

## Největší naděje
Zdroj: Centrální úřad scoutingu NHL (NHL Central Scouting Bureau) konečné pořadí.
| Pořadí | Severoameričtí hráči v poli | Evropští hráči v poli   |
| ------ | --------------------------- | ----------------------- |
| 1      | Nail Jakupov (PK)           | Filip Forsberg (PK)     |
| 2      | Ryan Murray (O)             | Teuvo Teräväinen (LK)   |
| 3      | Michail Grigorenko (C)      | Sebastian Collberg (PK) |
| 4      | Alex Galchenyuk (C)         | Hampus Lindholm (O)     |
| 5      | Morgan Rielly (O)           | Tomáš Hertl (C)         |
| 6      | Cody Ceci (O)               | Pontus Åberg (LK)       |
| 7      | Radek Faksa (C)             | Ville Pokka (O)         |
| 8      | Olli Määttä (O)             | Ludvig Byström (O)      |
| 9      | Jacob Trouba (O)            | Nikolaj Prochorkin (LK) |
| 10     | Griffin Reinhart (O)        | Anton Slepyšev (LK)     |

| Pořadí | Severoameričtí brankáři | Evropští brankáři  |
| ------ | ----------------------- | ------------------ |
| 1      | Malcolm Subban          | Andrej Vasilevskij |
| 2      | Brandon Whitney         | Oscar Dansk        |
| 3      | Jake Paterson           | Joonas Korpisalo   |

## Výběry v jednotlivých kolech
Výběr kol draftu:
- 1. kolo
- 2. kolo
- 3. kolo
- 4. kolo
- 5. kolo
- 6. kolo
- 7. kolo

Legenda (hráčova pozice)

C Centr (Střední útočník)   O Obránce   Ú Útočník   B Brankář   LK Levé křídlo   PK Pravé křídlo

### 1. kolo
| Výběr # | Hráč                   | Národnost  | Tým NHL                                   | Z týmu                        |
| ------- | ---------------------- | ---------- | ----------------------------------------- | ----------------------------- |
| 1       | Nail Jakupov (PK)      | Rusko      | Edmonton Oilers                           | Sarnia (OHL)                  |
| 2       | Ryan Murray (O)        | Kanada     | Columbus Blue Jackets                     | Everett (WHL)                 |
| 3       | Alex Galchenyuk (C)    | USA        | Montreal Canadiens                        | Sarnia (OHL)                  |
| 4       | Griffin Reinhart (O)   | Kanada     | New York Islanders                        | Edmonton (WHL)                |
| 5       | Morgan Rielly (O)      | Kanada     | Toronto Maple Leafs                       | Moose Jaw (WHL)               |
| 6       | Hampus Lindholm (O)    | Švédsko    | Anaheim Ducks                             | Rögle (Allsvenskan)           |
| 7       | Mathew Dumba (O)       | Kanada     | Minnesota Wild                            | Red Deer (WHL)                |
| 8       | Derrick Pouliot (O)    | Kanada     | Pittsburgh Penguins (z Carolina)          | Portland (WHL)                |
| 9       | Jacob Trouba (O)       | USA        | Winnipeg Jets                             | US NTDP (USHL)                |
| 10      | Slater Koekkoek (O)    | Kanada     | Tampa Bay Lightning                       | Peterborough (OHL)            |
| 11      | Filip Forsberg (PK)    | Švédsko    | Washington Capitals (z Colorado)          | Leksands (Allsvenskan)        |
| 12      | Michail Grigorenko (C) | Rusko      | Buffalo Sabres                            | Quebec (QMJHL)                |
| 13      | Radek Faksa (C)        | Česko      | Dallas Stars                              | Kitchener (OHL)               |
| 14      | Zemgus Girgensons (C)  | Lotyšsko   | Buffalo Sabres (z Calgary)                | Dubuque (USHL)                |
| 15      | Cody Ceci (O)          | Kanada     | Ottawa Senators                           | Ottawa (OHL)                  |
| 16      | Tom Wilson (PK)        | Kanada     | Washington Capitals                       | Plymouth (OHL)                |
| 17      | Tomáš Hertl (C)        | Česko      | San Jose Sharks                           | Slavia Praha (ELH)            |
| 18      | Teuvo Teräväinen (PK)  | Finsko     | Chicago Blackhawks                        | Jokerit (SM-liiga)            |
| 19      | Andrej Vasilevskij (B) | Rusko      | Tampa Bay Lightning (z Detroit)           | Tolpar Ufa (MHL)              |
| 20      | Scott Laughton (C)     | Kanada     | Philadelphia Flyers                       | Oshawa (OHL)                  |
| 21      | Mark Jankowski (C)     | Kanada     | Calgary Flames (z Nashville přes Buffalo) | Stanstead College (HS–Quebec) |
| 22      | Olli Määttä (O)        | Finsko     | Pittsburgh Penguins                       | London (OHL)                  |
| 23      | Mike Matheson (O)      | Kanada     | Florida Panthers                          | Dubuque (USHL)                |
| 24      | Malcolm Subban (B)     | Kanada     | Boston Bruins                             | Belleville (OHL)              |
| 25      | Jordan Schmaltz (O)    | USA        | St. Louis Blues                           | Green Bay (USHL)              |
| 26      | Brendan Gaunce (C)     | Kanada     | Vancouver Canucks                         | Belleville (OHL)              |
| 27      | Henrik Samuelsson (C)  | USA        | Phoenix Coyotes                           | Edmonton (WHL)                |
| 28      | Brady Skjei (O)        | USA        | New York Rangers                          | US NTDP (USHL)                |
| 29      | Stefan Matteau (C)     | Kanada USA | New Jersey Devils                         | US NTDP (USHL)                |
| 30      | Tanner Pearson (LK)    | Kanada     | Los Angeles Kings                         | Barrie (OHL)                  |

### 2. kolo
| Výběr # | Hráč                     | Národnost | Tým NHL                                                     | Z týmu                           |
| ------- | ------------------------ | --------- | ----------------------------------------------------------- | -------------------------------- |
| 31      | Oscar Dansk (B)          | Švédsko   | Columbus Blue Jackets                                       | Brynäs (Elitserien)              |
| 32      | Mitchell Moroz (LK)      | Kanada    | Edmonton Oilers                                             | Edmonton (WHL)                   |
| 33      | Sebastian Collberg (PK)  | Švédsko   | Montreal Canadiens                                          | Frölunda (Elitserien)            |
| 34      | Ville Pokka (O)          | Finsko    | New York Islanders                                          | Kärpät (SM-liiga)                |
| 35      | Matthew Finn (O)         | Kanada    | Toronto Maple Leafs                                         | Guelph (OHL)                     |
| 36      | Nicolas Kerdiles (LK)    | USA       | Anaheim Ducks                                               | US NTDP (USHL)                   |
| 37      | Pontus Åberg (LK)        | Švédsko   | Nashville Predators (z Minnesota přes San Jose a Tampu Bay) | Djurgården J20 (J20 SuperElit)   |
| 38      | Phillip Di Giuseppe (LK) | Kanada    | Carolina Hurricanes                                         | Michigan (CCHA)                  |
| 39      | Lukas Sutter (C)         | Kanada    | Winnipeg Jets                                               | Saskatoon (WHL)                  |
| 40      | Dylan Blujus (O)         | USA       | Tampa Bay Lightning                                         | Brampton (OHL)                   |
| 41      | Mitchell Heard (C)       | Kanada    | Colorado Avalanche                                          | Plymouth (OHL)                   |
| 42      | Patrick Sieloff (O)      | USA       | Calgary Flames (z Buffalo)                                  | US NTDP (USHL)                   |
| 43      | Ludvig Byström (O)       | Švédsko   | Dallas Stars                                                | MODO J20 (J20 SuperElit)         |
| 44      | Jake McCabe (O)          | USA       | Buffalo Sabres (z Calgary)                                  | Wisconsin (WCHA)                 |
| 45      | Anthony Stolarz (B)      | USA       | Philadelphia Flyers (z Ottawa přes Phoenix a Columbus)      | Corpus Christi (NAHL)            |
| 46      | Raphael Bussieres (LK)   | Kanada    | Minnesota Wild (z Washington přes New Jersey)               | Baie-Comeau (QMJHL)              |
| 47      | Brock McGinn (LK)        | Kanada    | Carolina Hurricanes (z San Jose)                            | Guelph (OHL)                     |
| 48      | Dillon Fournier (O)      | Kanada    | Chicago Blackhawks                                          | Rouyn-Noranda (QMJHL)            |
| 49      | Martin Frk (PK)          | Česko     | Detroit Red Wings                                           | Halifax (QMJHL)                  |
| 50      | Colton Sissons (C)       | Kanada    | Nashville Predators (z Philadelphia přes Tampa Bay)         | Kelowna (WHL)                    |
| 51      | Dalton Thrower (O)       | Kanada    | Montreal Canadiens (z Nashville)                            | Saskatoon (WHL)                  |
| 52      | Teodors Bļugers (C)      | Lotyšsko  | Pittsburgh Penguins                                         | Shattuck-St. Mary's (Midget AAA) |
| 53      | Brian Hart (PK)          | USA       | Tampa Bay Lightning (z Florida přes Philadelphia)           | Exeter (USHS–NH)                 |
| 54      | Mike Winther (C)         | Kanada    | Dallas Stars (z Boston přes Toronto, Colorado a Washington) | Prince Albert (WHL)              |
| 55      | Chris Tierney (C)        | Kanada    | San Jose Sharks (kompenzace)                                | London (OHL)                     |
| 56      | Samuel Kurker (PK)       | USA       | St. Louis Blues                                             | St. John's Prep (USHS–MA)        |
| 57      | Alexandre Mallet (LK)    | Kanada    | Vancouver Canucks                                           | Rimouski (QMJHL)                 |
| 58      | Jordan Martinook (LK)    | Kanada    | Phoenix Coyotes                                             | Vancouver (WHL)                  |
| 59      | Boo Nieves (C)           | USA       | New York Rangers                                            | Kent (USHS–CT)                   |
| 60      | Damon Severson (O)       | Kanada    | New Jersey Devils                                           | Kelowna (WHL)                    |
| 61      | Devin Shore (C)          | Kanada    | Dallas Stars (z Los Angeles přes Philadelphia)              | Whitby (OJHL)                    |

### 3. kolo
| Výběr # | Hráč                       | Národnost | Tým NHL                                           | Z týmu                           |
| ------- | -------------------------- | --------- | ------------------------------------------------- | -------------------------------- |
| 62      | Joonas Korpisalo (B)       | Finsko    | Columbus Blue Jackets                             | Jokerit U20 (Jr. A SM-liiga)     |
| 63      | Jujhar Khaira (LK)         | Kanada    | Edmonton Oilers                                   | Prince George (BCHL)             |
| 64      | Tim Bozon (LK)             | Francie   | Montreal Canadiens                                | Kamloops (WHL)                   |
| 65      | Adam Pelech (O)            | Kanada    | New York Islanders                                | Erie (OHL)                       |
| 66      | Jimmy Vesey (LK)           | USA       | Nashville Predators (z Toronto přes Los Angeles)  | South Shore (EJHL)               |
| 67      | Mackenzie MacEachern (LK)  | USA       | St. Louis Blues (z Anaheim)                       | Brother Rice (USHS–MI)           |
| 68      | John Draeger (O)           | USA       | Minnesota Wild                                    | Shattuck-St. Mary's (Midget AAA) |
| 69      | Daniel Altshuller (B)      | Kanada    | Carolina Hurricanes                               | Oshawa (OHL)                     |
| 70      | Scott Kosmachuk (PK)       | Kanada    | Winnipeg Jets                                     | Guelph (OHL)                     |
| 71      | Tanner Richard (C)         | Kanada    | Tampa Bay Lightning                               | Guelph (OHL)                     |
| 72      | Troy Bourke (LK)           | Kanada    | Colorado Avalanche                                | Prince George (WHL)              |
| 73      | Justin Kea (C)             | Kanada    | Buffalo Sabres                                    | Saginaw (OHL)                    |
| 74      | Esa Lindell (O)            | Finsko    | Dallas Stars                                      | Jokerit U20 (Jr. A SM-liiga)     |
| 75      | Jon Gillies (B)            | USA       | Calgary Flames                                    | Indiana (USHL)                   |
| 76      | Chris Driedger (B)         | Kanada    | Ottawa Senators                                   | Calgary (WHL)                    |
| 77      | Chandler Stephenson (C/LK) | Kanada    | Washington Capitals                               | Regina (WHL)                     |
| 78      | Shayne Gostisbehere (O)    | USA       | Philadelphia Flyers (z San Jose přes Florida)     | Union (ECAC)                     |
| 79      | Chris Calnan (PK)          | USA       | Chicago Blackhawks                                | Nobles (USHS–MA)                 |
| 80      | Jake Paterson (B)          | Kanada    | Detroit Red Wings                                 | Saginaw (OHL)                    |
| 81      | Oskar Sundqvist (C)        | Švédsko   | Pittsburgh Penguins (z Philadelphia přes Phoenix) | Skellefteå J20 (J20 SuperElit)   |
| 82      | Jarrod Maidens (C/LK)      | Kanada    | Ottawa Senators (z Nashville)                     | Owen Sound (OHL)                 |
| 83      | Matt Murray (B)            | Kanada    | Pittsburgh Penguins                               | Sault Ste. Marie (OHL)           |
| 84      | Steven Hodges (C)          | Kanada    | Florida Panthers                                  | Victoria (WHL)                   |
| 85      | Matt Grzelcyk (O)          | USA       | Boston Bruins                                     | US NTDP (USHL)                   |
| 86      | Colten Parayko (O)         | Kanada    | St. Louis Blues                                   | Fort McMurray (AJHL)             |
| 87      | Frederik Andersen (B)      | Dánsko    | Anaheim Ducks (z Vancouver)                       | Frölunda (Elitserien)            |
| 88      | James Melindy (O)          | Kanada    | Phoenix Coyotes                                   | Moncton (QMJHL)                  |
| 89      | Brendan Leipsic (LK)       | Kanada    | Nashville Predators (z NY Rangers)                | Portland (WHL)                   |
| 90      | Ben Johnson (C/LK)         | USA       | New Jersey Devils                                 | Windsor (OHL)                    |
| 91      | Daniil Žarkov (LK)         | Rusko     | Edmonton Oilers (z Los Angeles)                   | Belleville (OHL)                 |

### 4. kolo
| Výběr # | Hráč                        | Národnost | Tým NHL                                               | Z týmu                           |
| ------- | --------------------------- | --------- | ----------------------------------------------------- | -------------------------------- |
| 92      | Matia Marcantuoni (C/PK)    | Kanada    | Pittsburgh Penguins (z Columbus)                      | Kitchener (OHL)                  |
| 93      | Erik Gustafsson (O)         | Švédsko   | Edmonton Oilers                                       | Djurgården J20 (J20 SuperElit)   |
| 94      | Brady Vail (C)              | USA       | Montreal Canadiens                                    | Windsor (OHL)                    |
| 95      | Josh Anderson (PK)          | Kanada    | Columbus Blue Jackets (z NY Islanders přes Vancouver) | London(OHL)                      |
| 96      | Ben Thomson (LK)            | Kanada    | New Jersey Devils (z Toronto)                         | Kitchener (OHL)                  |
| 97      | Kevin Roy (C)               | Kanada    | Anaheim Ducks                                         | Lincoln (USHL)                   |
| 98      | Adam Gilmour (C)            | USA       | Minnesota Wild                                        | Nobles (USHS–MA)                 |
| 99      | Erik Karlsson (C/LK)        | Švédsko   | Carolina Hurricanes                                   | Frölunda J20 (J20 SuperElit)     |
| 100     | Thomas DiPauli (C)          | USA       | Washington Capitals (z Winnipeg)                      | US NTDP (USHL)                   |
| 101     | Cedric Paquette (C)         | Kanada    | Tampa Bay Lightning                                   | Blainville-Boisbriand (QMJHL)    |
| 102     | Rhett Holland (O)           | Kanada    | Phoenix Coyotes (z Colorado)                          | Okotoks (AJHL)                   |
| 103     | Loic Leduc (O)              | Kanada    | New York Islanders (z Buffalo)                        | Cape Breton (QMJHL)              |
| 104     | Gemel Smith (C)             | Kanada    | Dallas Stars                                          | Owen Sound (OHL)                 |
| 105     | Brett Kulak (O)             | Kanada    | Calgary Flames                                        | Vancouver (WHL)                  |
| 106     | Tim Boyle (O)               | USA       | Ottawa Senators                                       | Noble (USHS–MA)                  |
| 107     | Austin Wuthrich (PK)        | USA       | Washington Capitals                                   | Notre Dame (CCHA)                |
| 108     | Andrew O'Brien (O)          | Kanada    | Anaheim Ducks (z San Jose)                            | Chicoutimi (QMJHL)               |
| 109     | Christopher Lalancette (PK) | Kanada    | San Jose Sharks (z Chicago)                           | Acadie-Bathurst (QMJHL)          |
| 110     | Andreas Anthanasiou (C/LK)  | Kanada    | Detroit Red Wings                                     | London (OHL)                     |
| 111     | Fredric Larsson (O)         | Švédsko   | Philadelphia Flyers                                   | Brynäs J20 (J20 SuperElit)       |
| 112     | Zach Stepan (C)             | USA       | Nashville Predators                                   | Shattuck-St. Mary's (Midget AAA) |
| 113     | Sean Maguire (B)            | Kanada    | Pittsburgh Penguins                                   | Powell River (BCHL)              |
| 114     | Alexandr Delnov (LK)        | Rusko     | Florida Panthers                                      | Mytišči (MHL)                    |
| 115     | Trevor Carrick (O)          | Kanada    | Carolina Hurricanes (z Boston)                        | Mississauga (OHL)                |
| 116     | Nick Walters (O)            | Kanada    | St. Louis Blues                                       | Everett (WHL)                    |
| 117     | Taylor Leier (LK)           | Kanada    | Philadelphia Flyers (z Vancouver přes Columbus)       | Portland (WHL)                   |
| 118     | Mikko Vainonen (O)          | Finsko    | Nashville Predators (z Phoenix)                       | HIFK U20 (Jr. A SM-liiga)        |
| 119     | Calle Andersson (O)         | Švédsko   | New York Rangers                                      | Färjestad J20 (J20 SuperElit)    |
| 120     | Jaccob Slavin (O)           | USA       | Carolina Hurricanes (z New Jersey)                    | Chicago (USHL)                   |
| 121     | Nikolaj Prochorkin (LK)     | Rusko     | Los Angeles Kings                                     | CSKA (MHL)                       |

### 5. kolo
| Výběr # | Hráč                   | Národnost                  | Tým NHL                                 | Z týmu                     |
| ------- | ---------------------- | -------------------------- | --------------------------------------- | -------------------------- |
| 122     | Charles Hudon (LK)     | Kanada                     | Montreal Canadiens (z Columbus)         | Chicoutimi (QMJHL)         |
| 123     | Joey LaLeggia (O)      | Kanada                     | Edmonton Oilers                         | Denver (WCHA)              |
| 124     | Ryan Culkin (O)        | Kanada                     | Calgary Flames (z Montreal)             | Quebec (QMJHL)             |
| 125     | Doyle Somerby (O)      | USA                        | New York Islanders                      | Kimball Union (USHS–NH)    |
| 126     | Dominic Toninato (C)   | USA                        | Toronto Maple Leafs                     | Duluth East (USHS–MN)      |
| 127     | Brian Cooper (O)       | USA                        | Anaheim Ducks (z Anaheim přes Montreal) | Fargo (USHL)               |
| 128     | Daniel Gunnarsson (O)  | Švédsko                    | Minnesota Wild                          | Luleå (Elitserien)         |
| 129     | Brendan Woods (LK)     | USA Kanada                 | Carolina Hurricanes                     | Wisconsin (WCHA)           |
| 130     | Connor Hellebuyck (B)  | USA                        | Winnipeg Jets                           | Odessa (NAHL)              |
| 131     | Seth Griffith (C)      | Kanada                     | Boston Bruins (z Tampa Bay)             | London (OHL)               |
| 132     | Michael Clarke (C)     | Kanada                     | Colorado Avalanche                      | Windsor (OHL)              |
| 133     | Logan Nelson (C)       | USA                        | Buffalo Sabres                          | Victoria (WHL)             |
| 134     | Branden Troock (PK)    | Kanada                     | Dallas Stars                            | Seattle (WHL)              |
| 135     | Graham Black (C)       | Kanada                     | New Jersey Devils (z Calgary)           | Swift Current (WHL)        |
| 136     | Robert Baillargeon (C) | USA                        | Ottawa Senators                         | Indiana (USHL)             |
| 137     | Connor Carrick (O)     | USA                        | Washington Capitals                     | US NTDP (USHL)             |
| 138     | Daniel O'Regan (C)     | USA                        | San Jose Sharks                         | St. Sebastian (USHS–MA)    |
| 139     | Garret Ross (LK)       | USA                        | Chicago Blackhawks                      | Saginaw (OHL)              |
| 140     | Michael McKee (O)      | Kanada                     | Detroit Red Wings                       | Lincoln (USHL)             |
| 141     | Reece Willcox (O)      | Kanada                     | Philadelphia Flyers                     | Merritt (BCHL)             |
| 142     | Thomas Spelling (O)    | Dánsko                     | New York Rangers (z Nashville)          | Herning (Superisligaen)    |
| 143     | Clarke Seymour (O)     | Kanada                     | Pittsburgh Penguins                     | Peterborough (OHL)         |
| 144     | Henri Kiviaho (B)      | Finsko                     | Dallas Stars (z Florida)                | KalPa U20 (Jr. A SM-liiga) |
| 145     | Cody Payne (PK)        | Spojené království/ Kanada | Boston Bruins                           | Plymouth (OHL)             |
| 146     | Francois Tremblay (B)  | Kanada                     | St. Louis Blues                         | Val-d'Or (QMJHL)           |
| 147     | Ben Hutton (O)         | Kanada                     | Vancouver Canucks                       | Nepean (CCHL)              |
| 148     | Niklas Tikkinen (O)    | Finsko                     | Phoenix Coyotes                         | Blues U20 (Jr. A SM-liiga) |
| 149     | Travis Brown (O)       | Kanada                     | Chicago Blackhawks (z NY Rangers)       | Moose Jaw (WHL)            |
| 150     | Alexander Kerfoot (C)  | Kanada                     | New Jersey Devils                       | Coquitlam (BCHL)           |
| 151     | Colin Miller (O)       | Kanada                     | Los Angeles Kings                       | Sault Ste. Marie (OHL)     |

### 6. kolo
| Výběr # | Hráč                       | Národnost | Tým NHL                                     | Z týmu                           |
| ------- | -------------------------- | --------- | ------------------------------------------- | -------------------------------- |
| 152     | Daniel Zaar (PK)           | Švédsko   | Columbus Blue Jackets                       | Rögle J20 (J20 SuperElit)        |
| 153     | John McCarron (PK)         | USA       | Edmonton Oilers                             | Cornell (ECAC)                   |
| 154     | Erik Nyström (LK)          | Švédsko   | Montreal Canadiens                          | MODO J20 (J20 SuperElit)         |
| 155     | Jesse Graham (O)           | Kanada    | New York Islanders                          | Niagara (OHL)                    |
| 156     | Connor Brown (PK)          | Kanada    | Toronto Maple Leafs                         | Erie (OHL)                       |
| 157     | Ryan Rupert (C)            | Kanada    | Toronto Maple Leafs (z Anaheim)             | London (OHL)                     |
| 158     | Christopher Bertschy (C)   | Švýcarsko | Minnesota Wild                              | Bern (NLA)                       |
| 159     | Colin Olsen (B)            | USA       | Carolina Hurricanes                         | US NTDP (USHL)                   |
| 160     | Ryan Olsen (C)             | Kanada    | Winnipeg Jets                               | Saskatoon (WHL)                  |
| 161     | Jake Dotchin (O)           | Kanada    | Tampa Bay Lightning                         | Owen Sound (OHL)                 |
| 162     | Joseph Blandisi (C/PK)     | Kanada    | Colorado Avalanche                          | Owen Sound (OHL)                 |
| 163     | Linus Ullmark (B)          | Švédsko   | Buffalo Sabres                              | MODO J20 (J20 SuperElit)         |
| 164     | Simon Fernholm (O)         | Švédsko   | Nashville Predators (z Dallas přes Florida) | Huddinge J20 (J20 SuperElit)     |
| 165     | Coda Gordon (LK)           | Kanada    | Calgary Flames                              | Swift Current (WHL)              |
| 166     | Francois Brassard (B)      | Kanada    | Ottawa Senators                             | Quebec (QMJHL)                   |
| 167     | Riley Barber (PK)          | USA       | Washington Capitals                         | US NTDP (USHL)                   |
| 168     | Clifford Watson (O)        | USA       | San Jose Sharks                             | Sioux City (USHL)                |
| 169     | Vincent Hinostroza (C)     | USA       | Chicago Blackhawks                          | Waterloo (USHL)                  |
| 170     | James de Haas (O)          | Kanada    | Detroit Red Wings                           | Toronto Lakeshore (OJHL)         |
| 171     | Tomáš Hyka (PK)            | Česko     | Los Angeles Kings (z Philadelphia)          | Gatineau (QMJHL)                 |
| 172     | Max Görtz (PK)             | Švédsko   | Nashville Predators                         | Färjestad J20 (J20 SuperElit)    |
| 173     | Anton Zlobin (PK)          | Rusko     | Pittsburgh Penguins                         | Shawinigan (QMJHL)               |
| 174     | Francis Beauvillier (C/LK) | Kanada    | Florida Panthers                            | Rimouski (QMJHL)                 |
| 175     | Matthew Benning (O)        | Kanada    | Boston Bruins                               | Spruce Grove (AJHL)              |
| 176     | Petteri Lindbohm (O)       | Finsko    | St. Louis Blues                             | Jokerit U20 (Jr. A SM-liiga)     |
| 177     | Wesley Myron (LK)          | Kanada    | Vancouver Canucks                           | Victoria (BCHL)                  |
| 178     | Samuel Fejes (LK)          | USA       | Phoenix Coyotes                             | Shattuck-St. Mary's (Midget AAA) |
| 179     | Marek Mazanec (B)          | Česko     | Nashville Predators (z NY Rangers)          | Plzeň (ELH)                      |
| 180     | Artur Gavrus (C)           | Bělorusko | New Jersey Devils                           | Owen Sound (OHL)                 |
| 181     | Paul LaDue (O)             | USA       | Los Angeles Kings                           | Lincoln (USHL)                   |

### 7. kolo
| Výběr # | Hráč                   | Národnost | Tým NHL                                        | Z týmu                         |
| ------- | ---------------------- | --------- | ---------------------------------------------- | ------------------------------ |
| 182     | Gianluca Curcuruto (O) | Kanada    | Columbus Blue Jackets                          | Sault Ste. Marie (OHL)         |
| 183     | Dmitrij Sinicyn (O)    | Rusko     | Dallas Stars (z Edmonton přes Los Angeles)     | UMass Lowell (Hockey East)     |
| 184     | Marek Langhamer (B)    | Česko     | Phoenix Coyotes (z Montreal)                   | J Pardubice (Noen ELJ)         |
| 185     | Jake Bischoff (O)      | USA       | New York Islanders                             | Grand Rapids (USHS–MN)         |
| 186     | Matt DeBlouw (C)       | USA       | Calgary Flames (z Toronto)                     | Muskegon (USHL)                |
| 187     | Kenton Helgesen (O)    | Kanada    | Anaheim Ducks                                  | Calgary (WHL)                  |
| 188     | Louis Nanne (LK)       | USA       | Minnesota Wild                                 | Edina (USHS–MN)                |
| 189     | Brendan Collier (LK)   | USA       | Carolina Hurricanes                            | Malden Catholic (USHS–MA)      |
| 190     | Jamie Phillips (B)     | Kanada    | Winnipeg Jets                                  | Toronto (OJHL)                 |
| 191     | Brandon Whitney (B)    | Kanada    | Chicago Blackhawks (z Tampa Bay přes San Jose) | Victoriaville (QMJHL)          |
| 192     | Colin Smith (C)        | Kanada    | Colorado Avalanche                             | Kamloops (WHL)                 |
| 193     | Brady Austin (O)       | Kanada    | Buffalo Sabres                                 | Belleville (OHL)               |
| 194     | Jonatan Nielsen (O)    | Švédsko   | Florida Panthers (z Dallas)                    | Linköpings J20 (J20 SuperElit) |
| 195     | Christian Djoos (O)    | Švédsko   | Washington Capitals (z Calgary)                | Brynäs J20 (J20 SuperElit)     |
| 196     | Mikael Wikstrand (O)   | Švédsko   | Ottawa Senators                                | Mora (Allsvenskan)             |
| 197     | Jaynen Rissling (O)    | Kanada    | Washington Capitals                            | Calgary (WHL)                  |
| 198     | Joakim Ryan (O)        | USA       | San Jose Sharks                                | Cornell (ECAC)                 |
| 199     | Matt Tomkins (B)       | Kanada    | Chicago Blackhawks                             | Sherwood Park (AJHL)           |
| 200     | Rasmus Bodin (LK)      | Švédsko   | Detroit Red Wings                              | Östersunds (Division 1)        |
| 201     | Valerij Vasiljev (O)   | Rusko     | Philadelphia Flyers                            | Spartak (MHL)                  |
| 202     | Nikita Gusev (LK)      | Rusko     | Tampa Bay Lightning (z Nashville)              | CSKA (MHL)                     |
| 203     | Sergej Kostěnko (B)    | Rusko     | Washington Capitals (z Pittsburgh)             | Novokuzneks (MHL)              |
| 204     | Judd Peterson (C/PK)   | USA       | Buffalo Sabres (z Florida přes Chicago)        | Marshall (USHS–MN)             |
| 205     | Colton Hargrove (LK)   | USA       | Boston Bruins                                  | Fargo (USHL)                   |
| 206     | Tyrel Seaman (C)       | Kanada    | St. Louis Blues                                | Brandon (WHL)                  |
| 207     | Matthew Beattie (LK)   | USA       | Vancouver Canucks                              | Exeter (USHS–NH)               |
| 208     | Justin Hache (O)       | Kanada    | Phoenix Coyotes                                | Shawinigan (QMJHL)             |
| 209     | Viktor Lööv (O)        | Švédsko   | Toronto Maple Leafs (z NY Rangers)             | Södertälje (Allsvenskan)       |
| 210     | Jaycob Megna (O)       | USA       | Anaheim Ducks (z New Jersey)                   | Nebraska–Omaha (WCHA)          |
| 211     | Nick Ebert (O)         | USA       | Los Angeles Kings                              | Windsor (OHL)                  |

## Draftovaní podle národnosti
| Pořadí | Země               | Počet | Podíl v % |
|        | Severní Amerika    | 154   | 73.0%     |
| ------ | ------------------ | ----- | --------- |
| 1      | Kanada             | 100   | 47.4%     |
| 2      | USA                | 54    | 25.6%     |
|        | Evropa             | 57    | 27.0%     |
| 3      | Švédsko            | 22    | 10.4%     |
| 4      | Rusko              | 12    | 5.7%      |
| 5      | Finsko             | 9     | 4.3%      |
| 6      | Česko              | 6     | 2.8%      |
| 7      | Lotyšsko           | 2     | 0.9%      |
|        | Dánsko             | 2     | 0.9%      |
| 8      | Francie            | 1     | 0.5%      |
|        | Švýcarsko          | 1     | 0.5%      |
|        | Bělorusko          | 1     | 0.5%      |
|        | Spojené království | 1     | 0.5%      |